# WZT-4
Der WZT-4 (aus dem Polnischen Wóz Zabezpieczenia Technicznego; auf Deutsch Bergepanzer) ist ein polnischer Bergepanzer, der auf dem Chassis des PT-91 bzw. der späteren Version PT-91M basiert. Er dient als fahrende Werkstatt und hat die Aufgabe, die liegen gebliebene Panzerfahrzeuge der Panzerverbände zu reparieren oder abzuschleppen.

## Entwicklungsgeschichte
Der WZT-4 ist das Ergebnis eines Projektes von der Forschungsanstalt OBRUM und Bumar Łabędy, das im Rahmen des Exportes des Kampfpanzers PT-91M nach Malaysia konzipiert wurde. Beim WZT-4 sollten sämtliche Baugruppen vom PT-91 stammen, weshalb eine Lieferung des auf dem T-72M basierenden WZT-3 nicht infrage kam. Im Wesentlichen umfassten die Veränderungen neben der leistungsstärkeren Bergetechnik die Verwendung des Motors PZL Wola S-1000R mit 1000 PS und das Automatikgetriebe SESM Renk ESM-350M. Das erste Fahrzeug wurde 2008 fertiggestellt und wurde erstmals auf der Rüstungsmesse MSPO 2008 der Öffentlichkeit präsentiert werden. Insgesamt befinden sich sechs Fahrzeuge im Einsatz bei den malayischen Streitkräften.

## Technik
Das Herzstück des WZT-4 ist seine Bergeausstattung. Dazu zählen der Kranarm, der Räum- und Stützschild und die Berge- und Windeneinrichtung. Ein zylinderförmiger Schacht, aufgesetzt auf die Kommandantenluke, macht ihn tiefwat- und tauchfähig. Der Kranarm ist vorne rechts auf dem Chassis installiert und ermöglicht einen Arbeitsbereich von 360°. Die maximale Hakenlast im abgestützten Zustand und in maximaler Erhöhung von 72,5° beträgt 20 Tonnen. Der Räum- und Stützschild in der Bergepanzervariante dient vorrangig als Abstützung im Kranbetrieb und als Erdanker bei den Bergearbeiten. Der 3,605 m breite Schild wird durch zwei Hydraulikzylinder bedient. Die maximale Grabtiefe gibt der Hersteller mit 0,225 m an.
Die Zug- und Haupttrommelwinde erbringt eine Zugkraft von 300 kN im Einzelzug und 900 kN unter Verwendung eines Flaschenzuges.
Der Panzer ist mit ABC-Schutz- und automatischen Feuerlöschanlagen ausgestattet. Die Bewaffnung umfasst ein auf dem Dach montiertes 12,7-mm-WKM-M2-Maschinengewehr aus US-amerikanischer Produktion zur Selbstverteidigung gegen Boden- und Luftziele. Eine Nebelmittelwurfanlage mit insgesamt zwölf 902A-Wurfbechern (acht auf der rechten und vier auf der linken Vorderseite) ermöglicht der Besatzung, sich im Gefecht den Blicken des Gegners zu entziehen. Das Fahrzeug ist mit einem integrierten Navigationssystem ausgestattet, sowohl mit einem Trägheitsnavigationssystem (INS) als auch mit einem Global Positioning System (GPS) und einem „Battlefield Management System“.

## Ausrüstung
Neben dem Hauptaggregat steht ein zusätzliches Diesel-Hilfsaggregat (APU) mit einer Leistung von 16,1 kW zur Verfügung.
- Haupttrommelwinde mit hydraulischem Antrieb[1]
  - Zugkraft: 300 kN
  - Zugkraft unter Verwendung eines Flaschenzuges: 900 kN
- Hilfstrommelwinde mit hydraulischem Antrieb[1]
  - Zugkraft: 20 kN
  - Seillänge: 400 m
- Schwenkkran[1]
  - Nutzlast: 20 t
  - Betriebsdrehwinkel: 360°
  - Arbeitswinkel des Auslegers: 42,5° bis 72,5º.
  - Auslegerlänge: von 5,8 m (minimal) bis 8,0 m (maximal)